# Berthold II van Zähringen
Berthold II van Zähringen, ook Berthold II van Zwaben genoemd (circa 1050 - 12 april 1111) was van 1092 tot 1098 hertog van Zwaben.

## Levensloop
Hij was de zoon van Berthold van Zähringen, die tot 1077 hertog van Karinthië was. Zijn vader steunde de Duitse tegenkoning Rudolf van Rheinfelden, waardoor in 1077 zijn titels en bezittingen door Heilig Rooms keizer Hendrik IV werden afgenomen. In 1078 stierf zijn vader, waarna hij hertog van Zähringen werd. In 1079 huwde hij met Agnes van Rheinfelden, de dochter van Rudolf van Rheinfelden.
De volgende jaren steunde Berthold hertog van Zwaben Berthold van Rheinfelden, de zoon van Rudolf, in zijn strijd tegen keizer Hendrik IV. Deze had in 1079 Frederik van Büren benoemd tot de nieuwe hertog van Zwaben nadat Rudolf van Rheinfelden was afgetreden. Hierdoor was Rudolfs zoon Berthold in feite tegenhertog van Zwaben. 
Na de dood van Berthold van Rheinfelden in 1090 werd hij met de steun van de paus en Welf IV van Beieren in 1092 verkozen tot de nieuwe tegenhertog van Zwaben. Hetzelfde jaar werd hij door tegenstanders van hertog Hendrik III van Karinthië verkozen tot tegenhertog van Karinthië en tegenmarkgraaf van Verona. Toch oefende Berthold in tegenstelling tot zijn vader geen echte politieke invloed uit in Karinthië.
In 1098 sloten Berthold en Frederik van Büren een akkoord over het bestuur van het hertogdom Zwaben. Frederik mocht Zwaben behouden en in ruil werd Berthold rijksvoogd van Zürich, waardoor hij aftrad als tegenhertog. Ook mocht Berthold de titel hertog van Zähringen behouden. Op die manier verbeterde de band met keizer Hendrik IV. In 1105 steunde Berthold Hendrik V, toen die zijn vader afzette als keizer van het Heilig Roomse Rijk. Als hertog van Zähringen, dat eerder een klein gebied was, stichtte hij enkele kloosters. In 1111 stierf hij. Zijn zonen, eerst Berthold III en daarna Koenraad I,  volgden hem op als hertog van Zähringen.